# Ena Guevara
Ena Guevara Mora (Ica, 7 de febrero de 1959) es una corredora retirada de larga distancia de Perú. 

## Carrera
Compitió por su país natal en los Juegos Olímpicos de verano de 1984 en Los Ángeles. Allí terminó en el puesto 35 en el maratón femenino. En 1986 ganó la Marathon de Los Andes tras recorrer una distancia de 43.7 kilómetros en 3:23:18. Guevara estableció su mejor marca personal en la distancia clásica (2:41.48) en 1992, cuando también compitió en los Juegos Olímpicos de Barcelona. Terminó quinta en la maratón de los Juegos Panamericanos de 1987.

## Logros
| Representando a Perú | Representando a Perú                              | Representando a Perú | Representando a Perú | Representando a Perú | Representando a Perú |
| Año                  | Evento                                            | Lugar                | Posición             | Prueba               | Tiempo               |
| -------------------- | ------------------------------------------------- | -------------------- | -------------------- | -------------------- | -------------------- |
| 1975                 | Campeonato Sudamericano de Atletismo Sub-18       | Quito                | 2.ª                  | 600 m                | 1:41.4 min A         |
| 1983                 | Campeonato Iberoamericano de Atletismo            | Barcelona            | 6.ª                  | 1500 m               | 4:31.72              |
| 1983                 | Campeonato Iberoamericano de Atletismo            | Barcelona            | 4.ª                  | 3000 m               | 9:34.22              |
| 1984                 | Juegos Olímpicos                                  | Los Ángeles          | 35ª                  | Maratón              | 2:46:50 h            |
| 1987                 | Campeonato Mundial de Atletismo en Pista Cubierta | Indianápolis         | 10.ª                 | 3000 m               | 9:35.64 min          |
| 1987                 | Juegos Panamericanos                              | Indianápolis         | 5.ª                  | Maratón              | 3:01:04 h            |
| 1990                 | Juegos Suramericanos                              | Lima                 | 2.ª                  | 5,000 m              |                      |
| 1990                 | Juegos Suramericanos                              | Lima                 | 2.ª                  | 10,000 m             | 36.04.80 min         |
| 1991                 | Campeonato Mundial de Atletismo                   | Tokio                | 19.ª                 | Maratón              | 2:48:53 h            |
| 1992                 | Juegos Olímpicos                                  | Barcelona            | 34.ª                 | Maratón              | 3:05:50 h            |